# Rona Nishliu

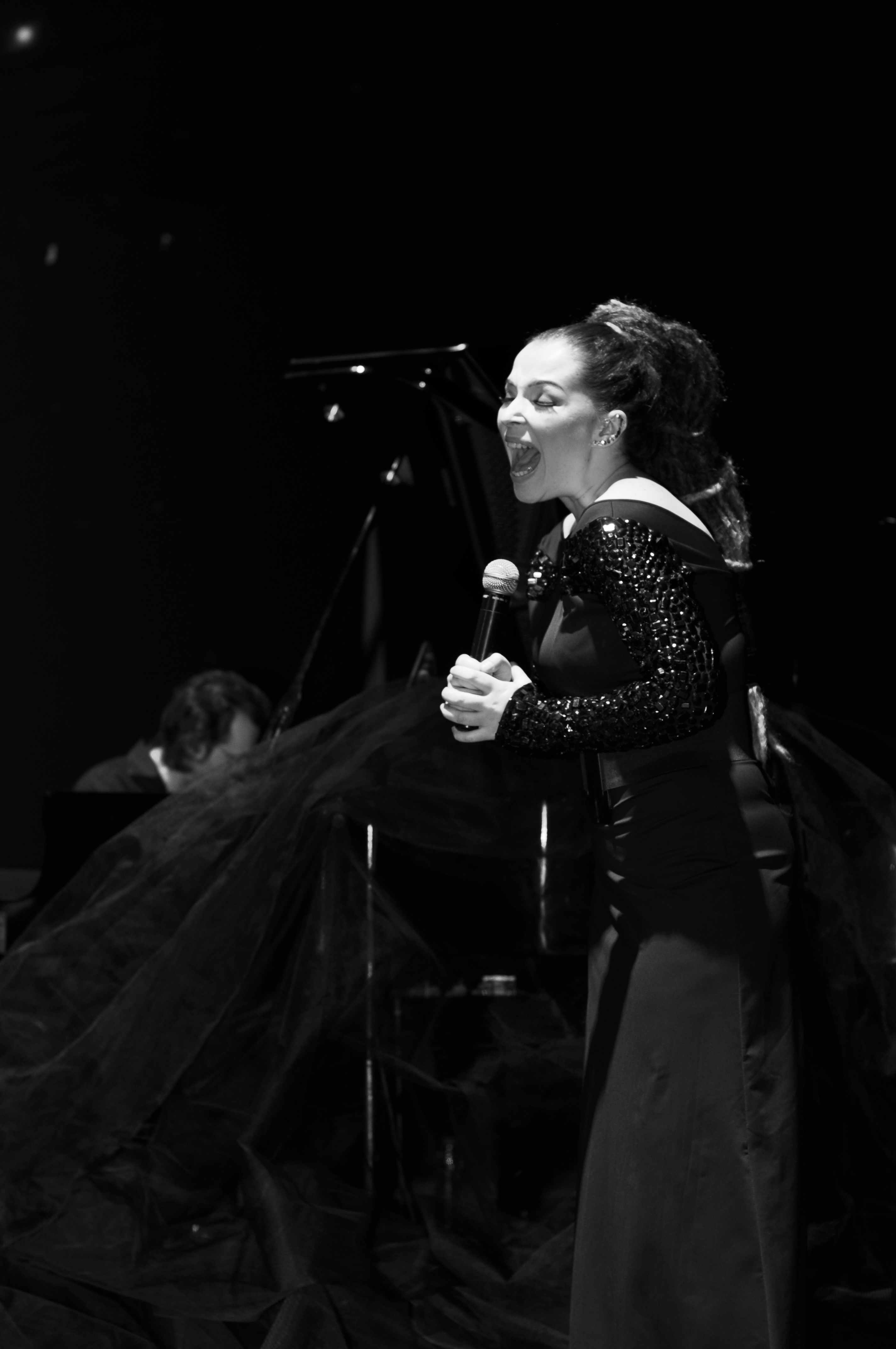
Rona Nishliu (2011)

Rona Sheref Nishliu (* 25. August 1986 in Kosovska Mitrovica, SFR Jugoslawien, heute Kosovo) ist eine albanische und kosovarische Sängerin und Radiomoderatorin. Rona Nishliu vertrat Albanien beim Eurovision Song Contest 2012 und wurde dort Fünfte, nachdem sie im Dezember 2011 das 50. Festivali i Këngës gewonnen hatte. Sie ist die erste Kosovarin, die für Albanien am Eurovision Song Contest auftrat.

## Musikalisches Schaffen
Ursprünglich eine Popmusikerin, macht Nishliu immer mehr Experimental-Jazz mit Einflüssen von Soul, zum Teil basierend auf traditionellen albanischen Liedern. Auffallend ist vor allem die Bandbreite ihrer Stimme. Ein weiteres – äußeres – Merkmal sind ihre langen Dreadlocks.

## Biografie
Rona verbrachte die ersten 13 Jahre ihres Lebens in ihrer Heimatstadt Kosovska Mitrovica. Ihre Familie lebte im Nordteil der Stadt, von wo sie 1999 im Kosovokrieg vertrieben wurden. Nach dem Krieg lebte die Familie in Priština. Dort erhielt sie Musikunterricht und engagierte sich musikalisch in einem Jugendzentrum.
Rona wurde 2004 bei der albanischen Castingshow Ethet e së premtes mbrëma Fünfte im Finale der letzten Zehn, was den Beginn ihrer musikalischen Karriere markierte. 2004 trat sie zusammen mit zwei anderen jungen Musikerinnen erstmals beim Festivali i Këngës auf; das Trio wurde mit dem „Junior-Preis“ ausgezeichnet.
Später studierte sie in Priština und schloss mit einem Wirtschaftsdiplom ab. Rona moderierte eine tägliche Radiosendung und produzierte weitere Lieder. Daneben war sie für diverse humanitäre Projekte tätig und unterstützt gemeinnützige Organisationen. Im April 2011 hatte sie ein erstes Jazz-Konzert in Prishtina. Sie war noch immer als Moderatorin beim kosovarischen Radio tätig, als sie im Dezember 2011 mit ihrer klagenden Ballade Suus das 50. Festivali i Këngës gewann und sich damit als Vertreterin Albaniens für den Eurovision Song Contest qualifizierte.
Durch Erlass des albanischen Präsidenten Bamir Topi wurde Rona nach dem Gewinn des Festivali i Këngës albanische Staatsbürgerin.

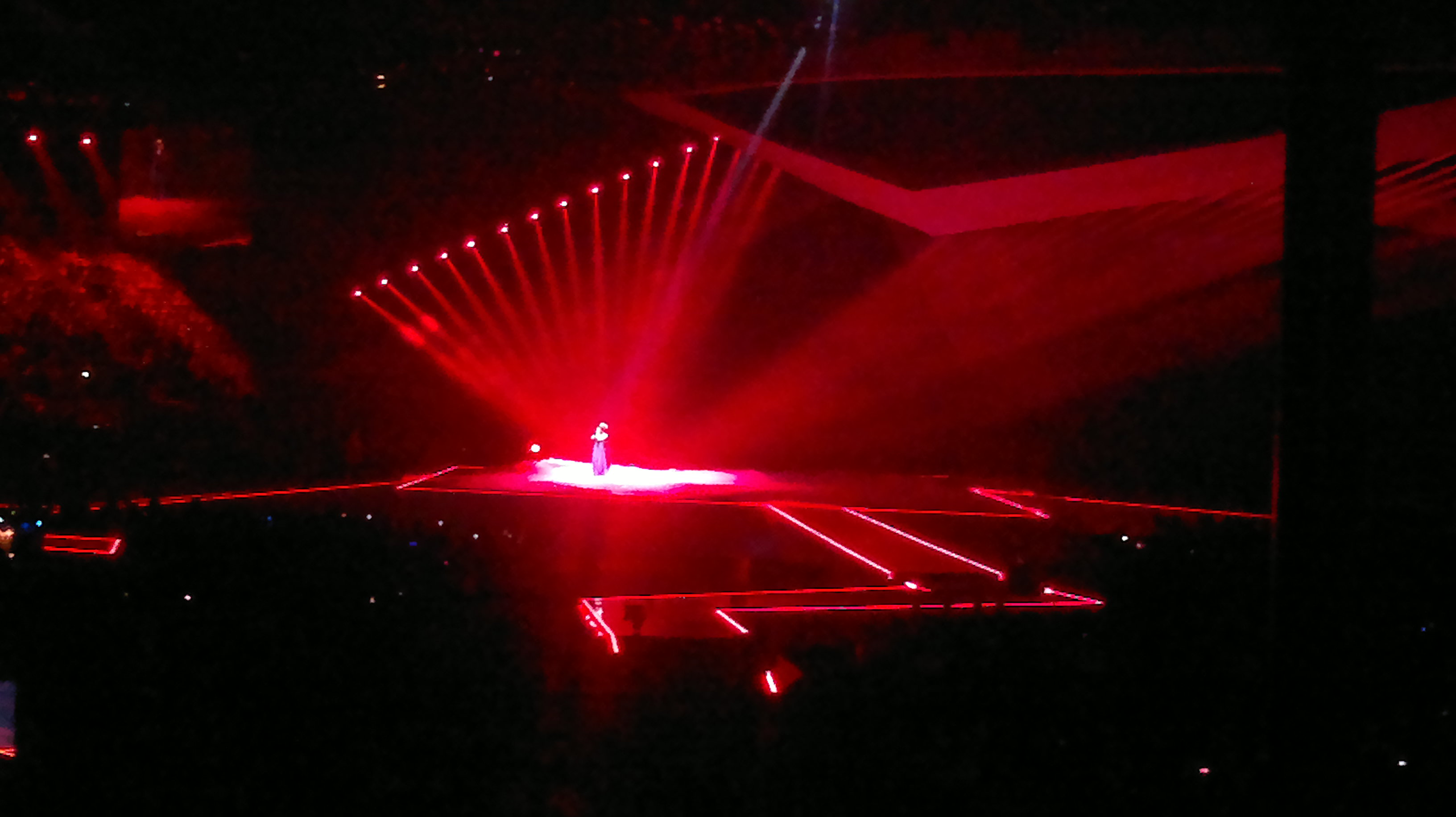
Rona Nishliu auf der Bühne beim Halbfinale des Eurovision Song Contest 2012

Beim Eurovision Song Contest im Mai 2012 musste sie sich zuerst im Halbfinale für die Endrunde qualifizieren. Von den 18 Teilnehmern des ersten Halbfinales erhielt sie am zweitmeisten Punkte. Im Finale erreichte sie den fünften Platz und erzielte somit das beste Ergebnis Albaniens überhaupt. Nur Anjeza Shahini war 2004 mit einem siebten Platz ähnlich gut.

## Diskografie
- 2004: Flakaresha, mit Vesa Luma und Teuta Kurti vorgetragen und ausgezeichnet am Festivali i Këngës 43
- Të Lashë
- 2006: Shenja, vorgetragen und ausgezeichnet bei Kënga Magjike
- 2006: A ka arsy, mit BimBimma
- 2007: Eja, vorgetragen am Top Fest 4
- 2007: Veriu, Gewinnerlied beim Polifest
- 2007: Shko pastro pas saj
- 2009: Zonja Vdeke, vorgetragen und ausgezeichnet bei Kënga Magjike
- 2011: Suus, Gewinnerlied beim 50. Festivali i Këngës
- Se vetëm zemra flet saktë